# Fairwind Securities
Fairwind Securities a fost o societate de servicii și intermediere de investiții financiare din România.
La înființare, acționarul majoritar al Fairwind Securities a fost Rompetrol Holding, deținut de omul de afaceri Dinu Patriciu.
Având numele inițial de Unicredit Securities, compania a fost achiziționată în anul 2007 de Patriciu pentru suma de 1,7 milioane euro,
proprietarul până la acel moment fiind banca Unicredit Țiriac.
În martie 2008, numele companiei a fost schimbat în Tailwind Securities, iar în septembrie 2008, numele a fost schimbat din nou în Fairwind Securities, întrucât numele Tailwind este rezervat de o firmă din Statele Unite ale Americii.
În 2008 compania a înregistrat un rulaj de tranzacționare de 80 milioane USD. În mai 2009 compania avea 15 angajați și 5 agenți de servicii de investiții financiare autorizați..
După ce în 2008 Fairwind a avut o cotă de piață de 0,95% din tranzacțiile cu acțiuni de pe Bursa de Valori București, în 2012 aceasta a scăzut la 0,3%.
În iulie 2013, firma de brokeraj Fairwind Securities, deținută de omul de afaceri Dinu Patriciu, și-a anunțat clienții că se va retrage din activitatea de tranzacționare pe bursa de la București și pe piețele internaționale.